# П'ятницьке шосе (станція метро)
«П'я́тницьке шосе́» (рос. Пя́тницкое шоссе́) — кінцева станція північно-західного радіусу Арбатсько-Покровської лінії Московського метрополітену, розташована на перетині Митинської вулиці і П'ятницького шосе, від якого і отримала свою проектну назву. Це 188-а за рахунком станція метро в Москві, і 22-а діюча на лінії. Одна з шести станцій Московського метрополітену з платформою на дузі. За станцією розташовани ССГ з електродепо «Митино» .
Станцію відкрито 28 грудня 2012.

## Вестибюлі
У торцях станції організовані два виходи: один — по сходах в підземний вестибюль і інший — по ескалатору в наземний вестибюль.
Південний вестибюль (підземний) — вздовж Митинської вулиці в районі будови № 57, поєднаний з проектованим підземним пішохідним переходом під Митинською вулицею і виходами на обидві її сторони до житлової та громадської забудови мікрорайонів 3, 4, 5 району Митино, пунктів зупинок наземного міського пасажирського транспорту. Маршові сходи вестибюля обладнані пандусами для візків і накриті павільйонами.
Північний вестибюль (наземний) — в районі примикання до П'ятницького шосе Муравської вулиці, на території природного комплексу, що має статус озелененої території спеціального призначення, з виходами до житлової та громадської забудови Митино, розташованої уздовж Муравської вулиці і П'ятницького шосе, пунктів зупинок наземного міського та приміського пасажирського транспорту, а також до проектованих перехоплюючих паркінгів.

## Технічна характеристика
Конструкція станції — колонна, двопрогінна мілкого закладення (глибина закладення — 11 м). Платформа острівна, на дузі. Довжина платформи — 162 м. Ширина платформи — 10 м.

## Оздоблення
При прямокутній схемі об'єму пластика що створюється стелею підшивання з двома лініями закарнізного освітлення, що тягнуться паралельно поздовжній осі станції і, у зв'язку з вигином станції, виглядають протяжними дугами. Виразний малюнок освітлення поєднується з вигином платформних стін. Колористичне рішення платформної дільниці станції — це контраст світлого та темного облицювання. Платформні стіни, розташовані по внутрішній дузі, оздоблені мармуром білого кольору; стіни, розташовані по зовнішній дузі, оздоблені мармуром чорного кольору. Контраст зберігається і в оздоблені підлог, з межею між білим і чорним гранітом, що проходить по поздовжній осі станції. Цей же принцип поширюється і на оздоблення колон — сторони колон, звернені до білої платформної стіні, оздоблені білим мармуром, решта площині колон оздоблено чорним мармуром. Між колонами з певним кроком розташовуються лави, формоутворення і колористичне вирішення яких резонують із зовнішністю усього об'єму.

## Колійний розвиток
Колійний розвиток станції — 4 стрілочних переводи, протишерсний з'їзд, 1 станційна колія для обороту рухомого складу та 2 одноколійних ССГ з електродепо «Митино».